# Let the Music Play
Let the Music Play ist ein Lied von Shannon aus dem Jahr 1983, das von Chris Barbosa und Ed Chisolm geschrieben wurde. Es erschien auf dem gleichnamigen Album.

## Geschichte
In den frühen 1980er-Jahren begann der Fall des Disco-Sounds und mehrere Lieder der Dance-Richtung gewannen an Beliebtheit.
Let the Music Play zählt zu den ersten Dance-Songs und auch Klassikern in der aufstrebenden Breakdance- und Electric-Boogie-Szene. Als Drumcomputer wurde der Roland TR-808 verwendet. Der prägnante Synth „Wobble“ Bass stammt aus der Roland TB-303. Des Weiteren fand noch der Roland JX-3P des Produzenten Chris Barbosa Verwendung.

## Veröffentlichung und Rezeption
Die Veröffentlichung fand am 24. Oktober 1983 statt. Der Song erreichte Top-Ten-Platzierungen etwa in Deutschland und den USA.
Am 8. Dezember 1984 trat Shannon mit dem Song bei Thommys Pop Show extra vor einem internationalen Publikum auf.
1998 zitierte die deutsche Hip-Hop-Gruppe Fischmob Let the Music Play im Song Susanne zur Freiheit.

## Musikvideo
Im Musikvideo wurde Shannon in einem Theatergebäude von einigen Backgroundtänzern begleitet.

## Rezeption

### Chartplatzierungen
| ChartsChartplatzierungen       | Höchstplatzierung | Wochen |
| ------------------------------ | ----------------- | ------ |
| Deutschland (GfK)              | 5 (16 Wo.)        | 16     |
| Vereinigte Staaten (Billboard) | 8 (24 Wo.)        | 24     |
| Vereinigtes Königreich (OCC)   | 14 (17 Wo.)       | 17     |

| ChartsJahrescharts (1984)      | Platzierung |
| ------------------------------ | ----------- |
| Deutschland (GfK)              | 58          |
| Vereinigte Staaten (Billboard) | 49          |

### Auszeichnungen für Musikverkäufe
| Land/Region               | Auszeichnungen für Musikverkäufe (Land/Region, Auszeichnung, Verkäufe) | Verkäufe  |
| ------------------------- | ---------------------------------------------------------------------- | --------- |
| Vereinigte Staaten (RIAA) | Gold                                                                   | 1.000.000 |
| Insgesamt                 | 1× Gold ·                                                              | 1.000.000 |

## Coverversionen
- 1996: Mary Kiani
- 1998: Music Instructor
- 1998: Beatbox feat. Rael
- 2004: Absurd Minds
- 2006: Lunanova feat. T-Seven
- 2007: DJ Blackskin
- 2009: Jordin Sparks